# Honorine Deschrijver
Honorine Maria « Norine » Deschrijver  (Gand, 5 mars 1887 - Uccle, 14 septembre 1977) était une créatrice de mode belge.

## Biographie
Honorine Deschrijver est née à Gand. Elle est la fille illégitime d'une femme de chambre gantoise. Elle grandit dans le quartier Brugse Poort (nl) à Gand et déménage à Bruxelles à l'âge de 14 ans. En 1913, elle rencontre Paul-Gustave van Hecke qu'elle épousera en secondes noces en 1927.
Vers 1916, Deschrijver et Van Hecke fondent la maison de couture « Couture Norine » sur l'avenue Louise à Bruxelles,. De nombreux artistes de son époque la représentent ou travaillent en lien avec la maison de couture tels que Léon Spilliaert qui la représente dans un double portrait avec son mari, Edgard Tytgat qui la dépeint dans le tableau Souvenir d'un dimanche ou René Magritte qui signe une publicité pour Couture Norine.
Les créations de Deschrijver pour des vêtements exclusifs pour femmes se sont distinguées par leur modernisme et leur originalité. Les gens l'appelaient « Coco Chanel du Nord »,. Sa carrière s'est déroulée du début de la Première Guerre mondiale aux années 1960.